# Karlingia
Karlingia är ett släkte av svampar. Karlingia ingår i familjen Spizellomycetaceae, ordningen Spizellomycetales, klassen Chytridiomycetes, divisionen pisksvampar och riket svampar.
|           | Rhizophlyctis                       |
|           |                                     |
| Karlingia | \| \| Karlingia spinosa \| \| \| \| |
|           | \| \| Karlingia spinosa \| \| \| \| |
|           | Gaertneriomyces                     |
|           |                                     |
|           | Powellomyces                        |
|           |                                     |
|           | Spizellomyces                       |
|           |                                     |
|           | Kochiomyces                         |
|           |                                     |
|           | Karlingia spinosa                   |
|           |                                     |

|  | Karlingia spinosa |
|  |                   |